# Montgomery County (Georgia)
Montgomery County is een county in de Amerikaanse staat Georgia.
De county heeft een landoppervlakte van 635 km² en telt 8.270 inwoners (volkstelling 2000). De hoofdplaats is Mount Vernon.